# Еджей-хан
Еджей-хан (д/н — 1661) — останній великий каган Монгольського ханства в 1634—1635 роках.

## Життєпис
Походив з гілки Хубілаїдів династії Чингізидів. Старший син монгольського кагана Лігден-хана. Його матір'ю була маньчжурська принцеса. У 1634 році після смерті батька став великим каганом, але суто номінально. Вже у лютому 1635 році опинився в оточенні 10-тисячного війська маньчжурів. За порадою матері здався й передав Абахаю велику печатку імператорів Юань. Цим остаточно ліквідовано Монгольський каганат та династію Північна Юань. Вимушений був підтримувати політику Абахая щодо підкорення східних та південних монгольських племен. У квітні 1636 року 49 монгольських племен визнали влади пізньої Цзінь, яка після цього стала зватися династією Цін, а Абахай отримав титул богдихана. В свою чергу Еджей отримав титул цінь-вана. 
У 1661 році після смерті бездітного Еджея титул цінь-вана успадкував його молодший брат Абунай. Абунай-ван відкрито висловлював невдоволення маньчжурським пануванням, за що в 1669 року його було за наказом китайського імператора Кансі поміщений під домашній арешт в Шеньяні. У вересні 1669 року титул цінь-вана надано його старшому синові Барні. Барні-ван навесні 1675 роки разом зі своїм молодшим братом Лубсаном підняв повстання. Потім з невеликим військом вирушив у похід на Мукден, але 20 квітня зазнав цілковитої поразки. З 3-тисячним загоном чахарців брати Барні-ван і Лубсан, не отримавши ніякої військової допомоги від інших монгольських князів, не змогли довго чинити опір силам маньчжурсько-китайської армії. Після придушення повстання цінський уряд наказало наказав вбити усіх чоловічих нащадків Еджей-хана, а всі жінки цього роду були продані в рабство.